# Paolo Poduje
Paolo Poduje, conosciuto col nome di battaglia Mojcano (Lubiana, 5 giugno 1915 – Milano, 8 luglio 1999), è stato un militare e partigiano italiano.
Durante la seconda guerra mondiale fu un agente del SOE, un corpo speciale segreto britannico. Ai primi di aprile del 1945 venne paracadutato con il grado di capitano Intelligence inglese ai comandi di Manfred Czernin nella zona del Pizzo Formico ove prese contatti con le formazioni partigiane della zona, in particolare con la Camozzi (Giustizia e Libertà).
È considerato il responsabile della Strage di Rovetta, nella quale quarantatré soldati appartenenti alla 1ª Divisione d'Assalto "M" della Legione Tagliamento, inquadrata nell'ambito della Guardia Nazionale Repubblicana della Repubblica Sociale Italiana, furono fucilati dopo essersi consegnati al locale Comitato di Liberazione Nazionale alla caduta della Repubblica Sociale.
Secondo lo storico Angelo Bendotti, direttore dell'ISREC di Bergamo, lo stesso Poduje poco prima di morire confermo la sua responsabilità dell'esecuzione sommaria che avvenne a Rovetta (BG).